# Thundermagazine
Thundermagazine was een Nederlands tijdschrift dat zich vooral richtte op hardcorefans. De eerste editie verscheen in september 1996, met als hoofdredactie Liane Hermann en was een uitgave van Media Minded in opdracht van ID&T. In de tijd van de gabbercultuur was het een veel gelezen blad. Toen de populariteit van de hardcorescene afnam, werd Thundermagazine opgeheven. Na een lange tijd gestopt te zijn met het magazine besloot men een laatste uitgave van het Thundermagazine uit te brengen in verband met het 10-jarig bestaan van Thunderdome. Het blad verscheen in september 2002 gratis bij het blad ID&T magazine. Het opmerkelijke van dat blad was dat er op de cover stond dat er een interview met de legendarische Peter-Paul Pigmans, alias 3 Steps Ahead in zou staan, maar dit was niet in het blad zelf terug te vinden. Enkele weken later bleek dat Peter-Paul Pigmans er erg slecht aan toe was en kanker had. Op woensdag 27 augustus 2003 is Peter-Paul Pigmans overleden.